# Francesca Zara
Francesca Zara (Bassano del Grappa, 8 dicembre 1976) è un'ex cestista e allenatrice di pallacanestro italiana.
Alta 177 cm per 66 kg, giocava come play-guardia. Ha giocato sia nel campionato italiano che in quelli russo e francese, vincendo anche un'Eurolega.

## Carriera

### Con i club
Francesca Zara inizia a giocare a pallacanestro nel 1985, nelle giovanili della Pallacanestro Femminile Schio. Ad 11 anni viene acquistata da Vicenza. Con la squadra veneta conquista il primo successo a 16 anni, con la vittoria della Coppa Ronchetti 1992. Nel 1993 viene convocata con la nazionale cadette agli europei di Poprad, dove conquista il bronzo. L'anno dopo vince l'oro con le juniores agli europei di Veljko Tarnovo e prende parte anche ai Goodwill Games di San Pietroburgo.
Dopo una stagione ad Alcamo, nel 1994-95, vive il suo momento migliore con la maglia della Pool Comense. A Como vince cinque scudetti, due Coppe Italia e cinque Supercoppe italiane.
Nel 2003-04 passa alla Phard Napoli, con cui rimane due stagioni mentre partecipa alle qualificazioni per gli europei successivi. Partecipa nel 2004 al suo ultimo All Star Game a Bari. Nell'estate 2005 viene acquistata dalle Seattle Storm, nella Women's National Basketball Association. Con la società dello stato di Washington gioca 34 partite nella stagione regolare e tre nei play-off (persi al primo turno contro le Houston Comets), segnando un totale di 101 punti.
Chiude l'esperienza napoletana nel 2005-06, per poi spostarsi nel campionato russo, con lo Spartak Mosca. È stata selezionata per l'All Star Game Fiba nel 2006. Dopo una stagione nel club francese USVO Valenciennes, nel 2008-09 torna in Italia, al Basket Parma. Si trasferisce in seguito a Umbertide. Dopo un biennio, torna nuovamente al Lavezzini Parma.
Nel 2013-2014 si trasferisce alla Reyer Venezia, per aiutare nella crescita le giovani playmaker venete. Nel 2014-15 è l'acquisto di punta di Vigarano.

### Con la Nazionale
Il 30 novembre 1996, a 19 anni, esordisce con la maglia della nazionale italiana a Roma, contro le All Star del campionato italiano: finisce 62-87.
Nel 1997 fa parte della nazionale italiana ai Giochi del Mediterraneo di Ruvo di Puglia; vince l'argento nel 2001 a Tunisi. Dal 1997 al 2002 ha la possibilità di prendere parte all'Eurolega, conquistando un secondo, un terzo e un quarto posto sempre con la Pool Comense. Nello stesso periodo, ha preso parte a quattro All Star Game, a Roma, Parma (due volte) e Viterbo. Nel 1999 disputa l'Europeo in Polonia e nel 2003 conquista l'argento alle Universiadi di Taegu. Proprio in Corea del Sud realizza il suo record personale di punti in una partita con la nazionale: 23 alla Serbia, il 26 agosto (80-65 per l'Italia).
Ha partecipato agli Europei nel 2007.
Dopo quest'ultima esperienza, la Zara si è allontanata dalla Nazionale, evitando ogni estate la convocazione, sia per rimanere a riposo dopo alcuni campionati logoranti, sia perché non era sicura di poter rendere al massimo per motivi fisici. Al termine della stagione 2010-11, conclusa con maggiore freschezza e con il fisico integro, Giampiero Ticchi l'ha convocata per il raduno in vista dell'Additional Round in vista dell'Europeo 2011, in sostituzione dell'infortunata Chiara Pastore.

## Statistiche

### Presenze e punti nei club
Statistiche aggiornate al 24 giugno 2008
| Stagione        | Squadra              | Competizione | Partite | Partite | Partite | Statistiche tiro | Statistiche tiro | Statistiche tiro | Altre statistiche | Altre statistiche | Altre statistiche | Altre statistiche | Altre statistiche |
| Stagione        | Squadra              | Competizione | Pres.   | Titol.  | Minuti  | Tiri da 2        | Tiri da 3        | Liberi           | Rimb.             | Assist            | Rubate            | Stopp.            | Punti             |
| --------------- | -------------------- | ------------ | ------- | ------- | ------- | ---------------- | ---------------- | ---------------- | ----------------- | ----------------- | ----------------- | ----------------- | ----------------- |
| 1992-1993       | Vivo Vicenza         | Serie A1     | 29      |         | 265     | 52,1             | 27,3             | 70,8             | 20                | 9                 | 38                |                   | 100               |
| 1993-1994       | Vivo Vicenza         | Serie A1     | 30      |         | 513     | 56,7             | 11,1             | 62,2             | 27                | 12                | 29                |                   | 194               |
| 1994-1995       | Sicilgesso Alcamo    | Serie A1     | 15      |         | 450     | 73/135           | 5/16             | 19/31            | 32                | 11                | 29                |                   | 180               |
| 1995-1996       | Pool Comense         | Serie A1     | 1       |         | 2       | 100              | -                | 0                | 1                 | 0                 | 0                 |                   | 2                 |
| 1996-1997       | Pool Comense         | Serie A1     | 20      |         |         |                  |                  |                  | 31                |                   |                   |                   | 135               |
| 1997-1998       | Pool Comense         | Serie A1     | 31      |         |         |                  |                  |                  | 87                |                   |                   |                   | 270               |
| 1998-1999       | Pool Comense         | Serie A1     | 26      |         |         |                  |                  |                  | 79                |                   |                   |                   | 268               |
| 1999-2000       | Pool Comense         | Serie A1     | 28      |         |         |                  |                  |                  | 55                |                   |                   |                   | 251               |
| 2000-2001       | Pool Comense         | Serie A1     | 31      |         |         |                  |                  |                  | 64                |                   |                   |                   | 279               |
| 2001-2002       | Pool Comense         | Serie A1     | 36      |         |         |                  |                  |                  | 72                |                   |                   |                   | 348               |
| 2002-2003       | Pool Comense         | Serie A1     | 36      |         |         |                  |                  |                  | 118               |                   |                   |                   | 398               |
| 2003-2004       | Phard Napoli         | Serie A1     | 30      |         |         |                  |                  |                  | 93                |                   |                   |                   | 487               |
| 2004-2005       | Phard Napoli         | Serie A1     | 33      |         |         |                  |                  |                  | 108               |                   |                   |                   | 425               |
| 2005            | Seattle Storm        | WNBA         | 37      |         |         |                  |                  |                  | 39                |                   |                   |                   | 101               |
| 2005-2006       | Phard Napoli         | Serie A1     | 25      |         |         |                  |                  |                  | 65                |                   |                   |                   | 288               |
| 2006-2007       | Spartak Mosca        | Superliga    |         |         |         |                  |                  |                  |                   |                   |                   |                   |                   |
| 2007-2008       | Valenciennes Olympic | LFB          | 26      |         | 29:52   | 42               | 35               | 80               | 77                | 89                | 42                | 3                 | 229               |
| 2008-2009       | Lavezzini Parma      | Serie A1     | -       | -       | -       | -                | -                | -                | -                 | -                 | -                 | -                 | -                 |
| 2009-2010       | Lavezzini Parma      | Serie A1     | -       | -       | -       | -                | -                | -                | -                 | -                 | -                 | -                 | -                 |
| 2010-2011       | Liomatic Umbertide   | Serie A1     | -       | -       | -       | -                | -                | -                | -                 | -                 | -                 | -                 | -                 |
| 2011-2012       | Liomatic Umbertide   | Serie A1     | -       | -       | -       | -                | -                | -                | -                 | -                 | -                 | -                 | -                 |
| Totale carriera |                      |              |         |         |         |                  |                  |                  |                   |                   |                   |                   |                   |

### Cronologia presenze e punti in Nazionale
| Cronologia completa delle presenze e dei punti in Nazionale - Italia | Cronologia completa delle presenze e dei punti in Nazionale - Italia | Cronologia completa delle presenze e dei punti in Nazionale - Italia | Cronologia completa delle presenze e dei punti in Nazionale - Italia | Cronologia completa delle presenze e dei punti in Nazionale - Italia | Cronologia completa delle presenze e dei punti in Nazionale - Italia | Cronologia completa delle presenze e dei punti in Nazionale - Italia | Cronologia completa delle presenze e dei punti in Nazionale - Italia |
| Data                                                                 | Città                                                                | In casa                                                              | Risultato                                                            | Ospiti                                                               | Competizione                                                         | Punti                                                                | Note                                                                 |
| -------------------------------------------------------------------- | -------------------------------------------------------------------- | -------------------------------------------------------------------- | -------------------------------------------------------------------- | -------------------------------------------------------------------- | -------------------------------------------------------------------- | -------------------------------------------------------------------- | -------------------------------------------------------------------- |
| 26-7-2007                                                            | Cavalese                                                             | Italia                                                               | 55 - 61                                                              | Russia                                                               | Amichevole                                                           | 10                                                                   | [ 7 ]                                                                |
| 12-8-2007                                                            | Bormio                                                               | Italia                                                               | 63 - 59                                                              | Bulgaria                                                             | Torneo amichevole                                                    | 8                                                                    | [ 8 ]                                                                |
| 13-8-2007                                                            | Bormio                                                               | Italia                                                               | 85 - 67                                                              | Turchia                                                              | Torneo amichevole                                                    | 10                                                                   | [ 9 ]                                                                |
| 14-8-2007                                                            | Bormio                                                               | Italia                                                               | 60 - 63                                                              | Russia                                                               | Torneo amichevole                                                    | 8                                                                    | [ 10 ]                                                               |
| 17-8-2007                                                            | Bormio                                                               | Italia                                                               | 83 - 60                                                              | Slovenia                                                             | Amichevole                                                           | 8                                                                    | [ 11 ]                                                               |
| 18-8-2007                                                            | Bormio                                                               | Italia                                                               | 62 - 55                                                              | Slovenia                                                             | Amichevole                                                           | 6                                                                    | [ 12 ]                                                               |
| 28-8-2007                                                            | Kuşadası                                                             | Turchia                                                              | 65 - 57                                                              | Italia                                                               | Torneo amichevole                                                    | 9                                                                    | [ 13 ]                                                               |
| 29-8-2007                                                            | Kuşadası                                                             | Lituania                                                             | 83 - 62                                                              | Italia                                                               | Torneo amichevole                                                    | 5                                                                    | [ 14 ]                                                               |
| 30-8-2007                                                            | Kuşadası                                                             | Serbia                                                               | 82 - 68                                                              | Italia                                                               | Torneo amichevole                                                    | 8                                                                    | [ 15 ]                                                               |
| 7-9-2007                                                             | Porto San Giorgio                                                    | Italia                                                               | 83 - 74                                                              | Belgio                                                               | Torneo amichevole                                                    | 9                                                                    | [ 16 ]                                                               |
| 8-9-2007                                                             | Porto San Giorgio                                                    | Italia                                                               | 82 - 78                                                              | Rep. Ceca                                                            | Torneo amichevole                                                    | 10                                                                   | [ 17 ]                                                               |
| 9-9-2007                                                             | Porto San Giorgio                                                    | Italia                                                               | 63 - 60                                                              | Turchia                                                              | Torneo amichevole                                                    | 7                                                                    | [ 18 ]                                                               |
| 15-9-2007                                                            | Cervia                                                               | Italia                                                               | 88 - 101 dts                                                         | Croazia                                                              | Torneo amichevole                                                    | 17                                                                   | [ 19 ]                                                               |
| 16-9-2007                                                            | Cervia                                                               | Italia                                                               | 71 - 60                                                              | Germania                                                             | Torneo amichevole                                                    | 7                                                                    | [ 20 ]                                                               |
| 17-9-2007                                                            | Cervia                                                               | Italia                                                               | 51 - 61                                                              | Francia                                                              | Torneo amichevole                                                    | 6                                                                    | [ 21 ]                                                               |
| 24-9-2007                                                            | Chieti                                                               | Italia                                                               | 55 - 60                                                              | Russia                                                               | EuroBasket 2007 - Prima fase Girone C                                | 13                                                                   | [ 22 ]                                                               |
| 25-9-2007                                                            | Chieti                                                               | Italia                                                               | 65 - 55                                                              | Grecia                                                               | EuroBasket 2007 - Prima fase Girone C                                | 8                                                                    | [ 23 ]                                                               |
| 26-9-2007                                                            | Chieti                                                               | Italia                                                               | 48 - 64                                                              | Francia                                                              | EuroBasket 2007 - Prima fase Girone C                                | 6                                                                    | [ 24 ]                                                               |
| 29-9-2007                                                            | Ortona                                                               | Italia                                                               | 64 - 79                                                              | Spagna                                                               | EuroBasket 2007 - Seconda fase Girone F                              | 13                                                                   | [ 25 ]                                                               |
| 1-10-2007                                                            | Ortona                                                               | Italia                                                               | 64 - 43                                                              | Serbia                                                               | EuroBasket 2007 - Seconda fase Girone F                              | 9                                                                    | [ 26 ]                                                               |
| 3-10-2007                                                            | Ortona                                                               | Italia                                                               | 51 - 66                                                              | Bielorussia                                                          | EuroBasket 2007 - Seconda fase Girone F                              | 4                                                                    | [ 27 ]                                                               |
| 28/05/2011                                                           | Taranto                                                              | Italia                                                               | 63 - 42                                                              | Svezia                                                               | Amichevole                                                           | 2                                                                    | [ 28 ]                                                               |
| 30/05/2011                                                           | Taranto                                                              | Italia                                                               | 78 - 59                                                              | Svezia                                                               | Amichevole                                                           | 12                                                                   | [ 29 ]                                                               |
| 04/06/2011                                                           | Taranto                                                              | Italia                                                               | 76 - 55                                                              | Serbia                                                               | Qual. Euro 2011 - Additional T.                                      | 9                                                                    | [ 30 ]                                                               |
| 05/06/2011                                                           | Taranto                                                              | Italia                                                               | 57 - 78                                                              | Germania                                                             | Qual. Euro 2011 - Additional T.                                      | 6                                                                    | [ 31 ]                                                               |
| 07/06/2011                                                           | Taranto                                                              | Italia                                                               | 68 - 46                                                              | Belgio                                                               | Qual. Euro 2011 - Additional T.                                      | 4                                                                    | [ 32 ]                                                               |
| 08/06/2011                                                           | Taranto                                                              | Italia                                                               | 76 - 60                                                              | Romania                                                              | Qual. Euro 2011 - Additional T.                                      | 6                                                                    | [ 33 ]                                                               |
| Totale                                                               |                                                                      | Presenze                                                             | 27                                                                   |                                                                      | Punti                                                                | 220                                                                  |                                                                      |

## Palmarès

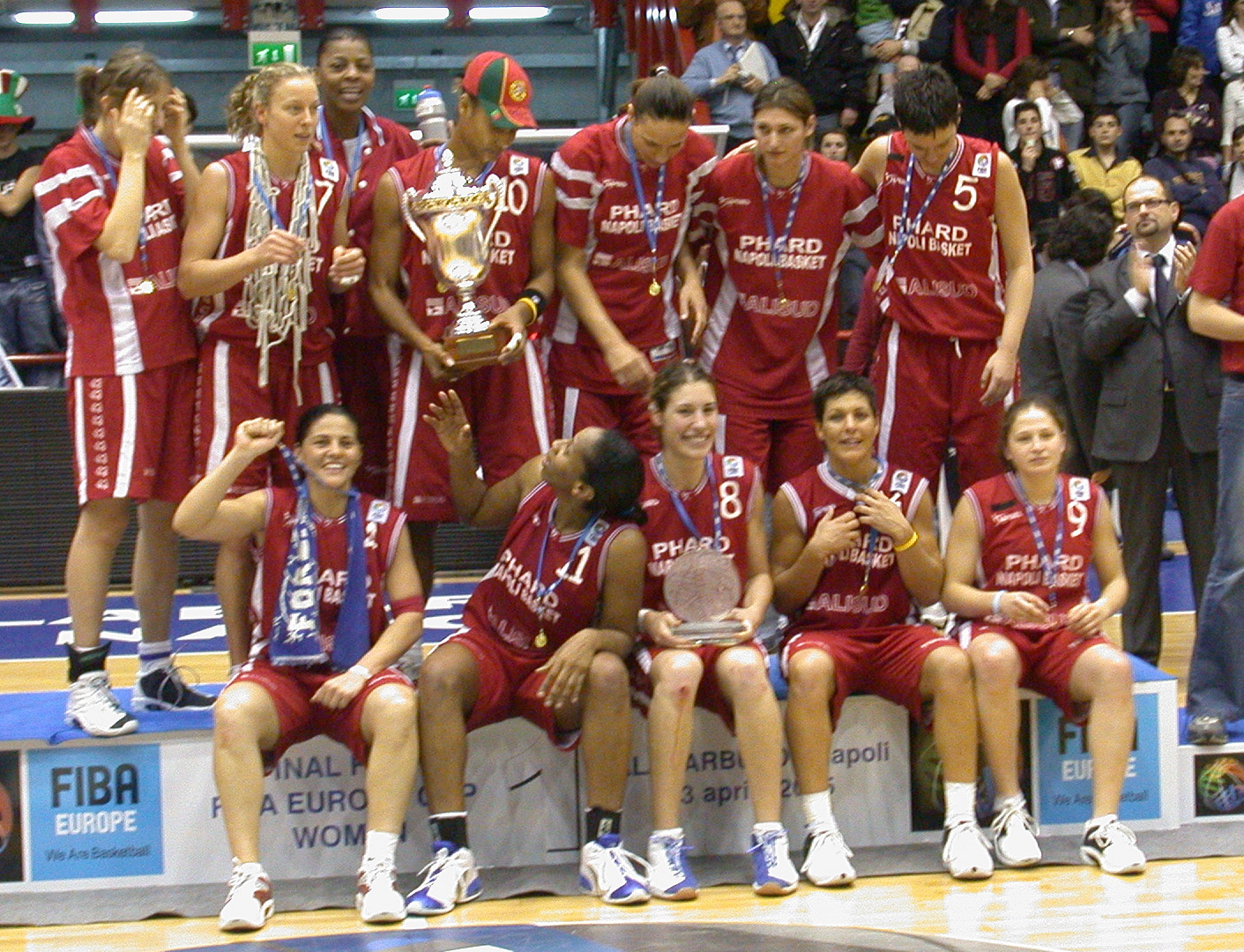
Il Phard Napoli vincitore dell'Eurocoppa 2005.

- Eurolega: 1
Spartak Mosca: 2007
- Coppa Ronchetti: 1
A.S. Vicenza: 1992
- Campionato italiano: 5
Pool Comense: 1995-96, 1996-97, 1997-98, 1998-99, 2001-02
- Supercoppa italiana: 5
Pool Comense: 1996, 1998, 1999, 2000, 2001
- Coppa Italia: 2
Pool Comense: 1997, 2000
- Eurocoppa: 1
Napoli Vomero: 2005
- Campionato russo: 1
Spartak Mosca: 2006-07